# Gmina Strömsund
Gmina Strömsund (szw. Strömsunds kommun) – gmina w Szwecji, w regionie Jämtland, siedzibą jej władz jest Strömsund.
Pod względem zaludnienia Strömsund jest 169. gminą w Szwecji. Zamieszkuje ją 13 112 osób, z czego 48,72% to kobiety (6388) i 51,28% to mężczyźni (6724). W gminie zameldowanych jest 353 cudzoziemców. Na każdy kilometr kwadratowy przypada 1,24 mieszkańca. Pod względem wielkości gmina zajmuje 6. miejsce.